# Rinaldo d’Este (Kardinal, 1655)

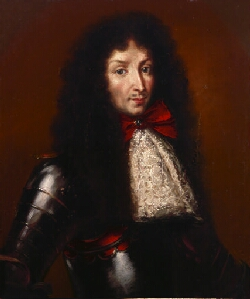
Rinaldo als Herzog von Modena (Gemälde vermutl. von Gennari Benedetto)

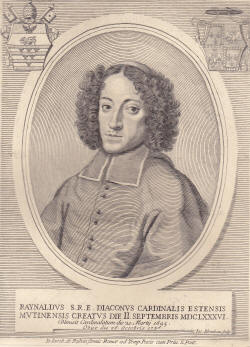
Rinaldo d’Este als Kardinal (1686 bis 1696)

Rinaldo d’Este (* 25. Juni 1655 in Modena; † 22. Oktober 1737 ebenda) aus dem Hause Este war Herzog von Modena und Reggio und Kardinal.

## Leben
Er war der jüngste Sohn des Herzogs Francesco I. d’Este von Modena und Reggio aus dessen dritter Ehe mit Lucrezia Barberini. Rinaldo wurde am 2. September 1686 von Papst Innozenz XI. zum Kardinaldiakon erhoben.
Nach dem kinderlosen Tod seines Neffen Francesco II. d’Este wurde er am 6. September 1694 aber als Rinaldo III. Herzog von Modena und Reggio. Er trat von seinen kirchlichen Ämtern zurück und heiratete am 11. Februar 1696 Charlotte Felicitas von Braunschweig-Lüneburg (* 8. März 1671; † 29. September 1710), Tochter des Herzogs Johann Friedrich und dessen italienischer Gemahlin Anna Gonzaga, um das Fortbestehen der Familie zu sichern. Dies war die erste eheliche Verbindung eines regierenden Fulc-Esten (der Nachfahren Fulcos I. d’Este) mit der Linie der Welf-Esten seit deren Teilung um 1100. Arrangiert hatte die Ehe der Philosoph und Universalgelehrte Gottfried Wilhelm Leibniz, der im Auftrag des Welfenhauses den gemeinsamen Ursprung der beiden Häuser erforschte und den seine Archivstudien zu diesem Thema 1690 auch an den Modeneser Hof führten.
Während des Spanischen Erbfolgekriegs wurde er am 30. Juli 1702 aus seinen Besitzungen vertrieben, das Land kam unter spanisch-französische Besatzung. Erst am 7. Februar 1707 erhielt er Modena und Reggio zurück. 1710 kaufte er das Herzogtum Mirandola.
Rinaldo und Charlotte hatten sieben Kinder:
1. Benedetta d’Este (* 18. August 1697; † 17. September 1777);
2. Francesco III. d’Este (1698–1780), Herzog 1737, ⚭ 1720 Charlotte d’Orléans (1700–1761), Tochter des Herzogs Philipp II. von Orléans, Regent von Frankreich;
3. Amalia d’Este (* 28. Juli 1699; † 5. Juli 1778);
4. Gianfrancesco d’Este (* 1. September 1700; † 24. April 1727);
5. Enrietta d’Este (* 27. Mai 1702; † 30. Januar 1777) ⚭ 1) 5. Februar 1728 Antonio Farnese (1679–1731), Herzog von Parma, ⚭ 2) 2. September 1740 Leopold von Hessen-Darmstadt (1708–1764);
6. Clemente d’Este (* 20./23. April 1708);
7. Tochter (* September 1710).